# Emily Ehrlich
Emily Ehrlich (* 25. Dezember 1993) ist eine US-amerikanische Radrennfahrerin.

## Sportlicher Werdegang
Ehrlich stammt aus Michigan und betrieb zunächst Eisschnelllauf, bevor sie sich mit 20 Jahren dem Radsport zuwandte. Ab 2017 fuhr sie vor allem Kriterien in den Vereinigten Staaten. Zu ihren Erfolgen im nationalen Kalender der USA gehören vier Gesamtsiege im Valley of the Sun Race in Arizona.
2023 fuhr Ehrlich bei Virginia's Blue Ridge-Twenty24 erstmals für ein UCI-registriertes Team und gewann zwei Etappen der Tour of the Gila, darunter ein Einzelzeitfahren. 2024 gehörte sie zum erweiterten Olympiakader der USA im Bahnradsport, kam aber trotz zweier Titel bei den Panamerika-Meisterschaften nicht in die Endauswahl für die Olympischen Spiele. Bei den Panamerika-Meisterschaften 2025 gewann sie erneut die Titel in Einer- und Mannschaftsverfolgung, dazu die Silbermedaille im Einzelzeitfahren auf der Straße.

## Erfolge

### Straße
2023
zwei Etappen Tour of the Gila
2025
 Panamerika-Meisterschaften – Einzelzeitfahren
eine Etappe Tour de Bloom
 US-Meisterin – Einzelzeitfahren

### Bahn
2024
 Panamerika-Meisterin – Einerverfolgung, Mannschaftsverfolgung (mit Olivia Cummins, Colleen Gulick und Bethany Ingram)
2025
 Panamerika-Meisterin – Einerverfolgung, Mannschaftsverfolgung (mit Olivia Cummins, Bethany Ingram und Reagen Pattishall)